# L'estate all'improvviso
L'estate all'improvviso (Summer in February) è un film britannico del 2013, diretto da Christopher Menaul, tratto dal romanzo Summer in February di Jonathan Smith, inedito in Italia, ispirato  alla storia vera del pittore Alfred Munnings che diverrà famoso per i suoi baroccheggianti ritratti di vita di campagna e di cavalli, e che nel 1944 sarà nominato segretario della Royal Academy.
Il film è ambientato nel 1913 a Newlyn, piccolo villaggio di pescatori sulle coste della Cornovaglia dove proprio quell’anno fu fondato il gruppo bohémienne Lamorna. In Italia è stato pubblicato in DVD il 10 settembre 2014 nella collana Universal Home cinema: mai visti prima dedicata a opere di qualità trascurate dalla distribuzione italiana.

## Trama
All'inizio del XX secolo, le coste della Cornovaglia sono la meta preferita di generazioni di giovani artisti in cerca di ispirazione. La giovane ed inquieta Florence Carter-Wood (Emily Browning) vi arriva dopo aver lasciato Londra, spinta dal desiderio di studiare arte e di provare l'ebbrezza della libertà. Insieme al fratello Joey, Florence si unisce a una comunità di artisti bohemien su cui spicca il carismatico e ribelle AJ Munnings (Dominic Cooper). Sia AJ che il suo miglior amico Gilbert Evans (Dan Stevens) si innamorano di Florence, che finirà per lo spezzare il cuore di entrambi dando vita ad un affascinante ma pericoloso triangolo amoroso.